# Ásmegin
Az Ásmegin egy norvég folk-metal/viking metal együttes, amely 1998-ban alakult. A név ónorvégul annyit jelent az istenek hatalma által. A dalszövegek kizárólag norvégul és ónorvégul íródnak.

## Tagjai

### Jelenlegi felállás
- Erik Rasmussen (énekes)|Erik Rasmussen - énekes (2003–)
- Lars Fredrik Frøislie - billentyűk (2003–)
- Marius Olaussen - gitár (1998–)
- Raymond Håkenrud - gitár (2001–)
- Tomas Torgersbråten - basszus (1998–)

### Korábbi tagok
- Bjørn Olav Holter - ének (2001–2003)
- Skule Jarl (Nordalv) - dob (1998–2001)
- Iving Mundilfarne - gitár (1998–1999)
- Auðrvinr Sigurdsson - gitár, vokál (1998–2001)
- Anders Torp - dob (1999)
- Tommy Brandt - dob (2001–2007)
- Ingvild Johannesen (Sareeta) - vokál (2003–2007)

## Diszkográfia

### Albumok
- Hin Vordende Sod & Sø (2003)
- Arv (2008)

### Demók
- Naar Rimkalkene Heves (1999)